# Umetnost
Umetnost je navadno opredeljena kot skupek vseh dejavnosti človeka, ki niso neposredno povezane s preživetjem in razmnoževanjem in jih ne opredelimo kot znanost. Preko umetniških del človek po navadi izraža svoja čustva in svoje dojemanje okolice, odnos do sveta.
Človek, ki se ukvarja z umetnostjo, je umetnik.

## Umetnost
Narava ustvarja naravno lepe stvari: sončni zahod, morje, jezero, gore …
Človek pa ustvarja umetne stvari. Z besedo umetnost danes razumemo vse tiste dejavnosti, kateri namen je ustvarjanje del z estetsko vrednostjo. Umetnost pogosto nima praktičnih ciljev. Vsekakor pa je namenjena duhovnemu uživanju, dojemanju in osebnemu uživanju. Je zvesta spremljevalka človeka na vseh stopnjah njegovega kulturnega razvoja. To nam dokazuje kulturna zgodovina, ki nam potrjuje obstoj umetnosti že v prvih zgodovinskih zaznamkih človekove kulture. Z umetnostjo je tesno povezan pojem lepote, vendar teh dveh pojmov ne smemo enačiti. Lepota je lahko le ena od sestavin umetnosti, to pa ni nujno, saj marsikatera umetniška ustvaritev na pogled ni lepa.
Umetnost 20. stoletja je kot zrcalo dogodkov in človekove usode, v njih razkriva temne plati življenja, ki niso izpovedane z lepimi slikami ali kipi. Določanje kaj je lepo in kaj ne, je odvisno od družbenih in zgodovinskih okoliščin. Umetnost se obrača k sedanjosti in izraža odnos do svojega časa, obrača se tudi v preteklost in uporablja zgodovinske ideje, pa tudi v prihodnost in razmišlja o človekovi usodi v času, ki šele prihaja. Občutljivost umetnikov je razlog za tolikokrat potrjeno ugotovitev, da se v umetnosti preroško razkazuje prihodnost.

## Področja likovne umetnosti
- slikarstvo
- kiparstvo
- grafika
  - grafično oblikovanje* fotografija
- arhitektura
  - urbanizem
  - krajinska arhitektura
- pisanje (kaligrafija, tipografija)
- industrijsko oblikovanje
- modno oblikovanje in kostumografija
- unikatno oblikovanje
- vizualne komunikacije
- video
- scenografija

## Zgodovinska obdobja v likovni umetnosti
Zgodnja stara kamena doba ali paleolitik: jamske poslikave potrjujejo, da gre že pri teh prvih podobah za izraz čaščenja, ne pa le upodabljanje lovskih prizorov.
Srednja kamena doba ali mezolitik: v Španiji in na severu Afrike se najdejo stenske slike, ki se razlikujejo od prejšnjih predvsem po tem, da je malo lovsko družino zamenjalo organizirano moško pleme; tedanja umetnost prikazuje divje lokostrelske spopade in množične usmrtitve ujetnikov.
Mlajša kamena doba ali neolitik: čas nastanka prvotnega stavbarstva in prvih stalnih naselij in mest; najslavnejši iz tega časa so megalitski oziroma "velikoskalni" skupinski grobovi; v tem obdobju je človek odkril pletarstvo, lončarstvo in tkalstvo; odsev kulta plodovitosti se najde v trebušastih posodah ženskih oblik.
Stari Egipt: egiptovska umetnost je služila čaščenju faraonskih rodbin in ker so bili vladarji ob enem bogovi večnosti, je moralo takšno biti tudi njihovo posmrtno bivališče – to idejo izražajo egipčanske piramide in druge monumentalne zgradbe; kipi vladarjev so v bistvu uradni portreti; slikarji so človeka narisali tako, da so oko prikazali od spredaj, glavo v profilu, ramena tudi od spredaj, noge pa od strani – pri tem je zanimivo, da so pri obračanju uporabili kot 90°. 
Antična Grčija: prva povsem humanistična (obrnjena k človeku) umetnost je bila grška, tudi božanske in verske vsebine je obravnavala kot človeške; zelo pomembno je bilo proučevanje in določanje idealnih razmerij in sorazmerij figur in arhitekturnih elementov; z umetnostjo so se ukvarjali mnogi grški filozofi.
Rim: Grčijo so osvajali Rimljani, bodoči gospodarji Sredozemlja, ki niso imeli posebnega daru za umetnost in so jo skoraj "uvažali", zato so se zaradi pomena umetnosti kot videnega izražanja svojega življenja in idej so se obrnili na grške arhitekte in kiparje – z njihovo pomočjo in s svojim smislom za gradbeništvo so razvili bogato stavbarstvo.
Zgodnje krščanstvo: s krščanstvom je umetnost sprejela humanistično idejo o Bogu, ki se je učlovečil; nastala je bogata krščanska ikonografija, to je veda, ki opisuje prepoznavne znake upodobljenih dogodkov in oseb; z razpadom rimskega imperija na Vzhodni in Zahodni del, se je začelo cepiti tudi krščanstvo.

## Umetniki skozi čas
Poliklet je napisal razpravo Kanon, ki govori o idealiziranih razmerjih človeškega telesa. Pitagora je govoril o skladnosti v arhitekturi, Aristotel pa je zagovarjal tezo, da umetnost dopolnjuje tisto, kar je v naravi ostalo nepopolno.

## 9 umetnosti
- glasbena umetnost
- likovna umetnost
- gledališče
- film
- plesna umetnost
- besedna umetnost
- spletna umetnost
- uporabna umetnost
- književna umetnost